# Cubocephalus annulatus
Cubocephalus annulatus là một loài tò vò trong họ Ichneumonidae.